# Квіткоїд яблуневий
Квіткоїд[джерело?] яблуневий, квіткогри́з (Anthonomus pomorum Linnaeus) — жук родини Довгоносиків. Шкідник яблуні і груші. Личинка розвивається в квіткових бутонах.

## Зовнішній вигляд
Жук має 3–5 мм завдовжки, верх тіла темно-бурий, вкритий тонкими сірими волосками. Тіло його овальне, опукле, розширене за серединою.
Основні ознаки:
- основа передньоспинки вужча від основи надкрил;
- передньоспинка ледь ширша від своєї довжини, конічно звужена до переду, не опукла зверху;
- верх тіла із перев'язями із світлих довгих волосків. Одна з них повздовжня на передньоспинці, інша — за серединою надкрил — широка, поперечна, дуже скошена і облямована з обох боків темним;
- плечі й вершини надкрил не червоні;
- основа третього проміжку між борозенками на надкрилах не має опуклого чорного бугорця;
- кігтики із зубцем біля своєї основи, передні стегна із великим зубцем;

Яйце видовжене, водянисто-біле, 0,5–0,9 мм завдовжки. Личинка жовтувато-біла, без ніг, тіло злегка вигнуте і звужене дозаду, спинка зморшкувата, із бугорцями, голова темно-коричнева. Лялечка жовтувато-коричнева, з двому бугорцями на передньоспинці і двома шипиками на вершині черевця, 5–6 мм у довжину.

## Поширення
Вид поширений по всій Голарктиці. В Україні він досі не реєструвався лише у Дніпровській, Донецькій, Запорізькій, Миколаївській та Полтавській областях.

## Спосіб життя
Зимують на стадії імаго у верхньому (2–3 см) шарі ґрунту поблизу стовбура кормових дерев, у підстилці з рослинних решток, тріщинах кори. Жуки виходять з діапаузи, якщо середньодобова температура повітря піднімається вище 6°С. Коли трохи потеплішає (8-10°С), вони прямують на крони дерев. Попервах харчуються бруньками, потім — бутонами на диких та культурних яблунях, інколи — грушах.

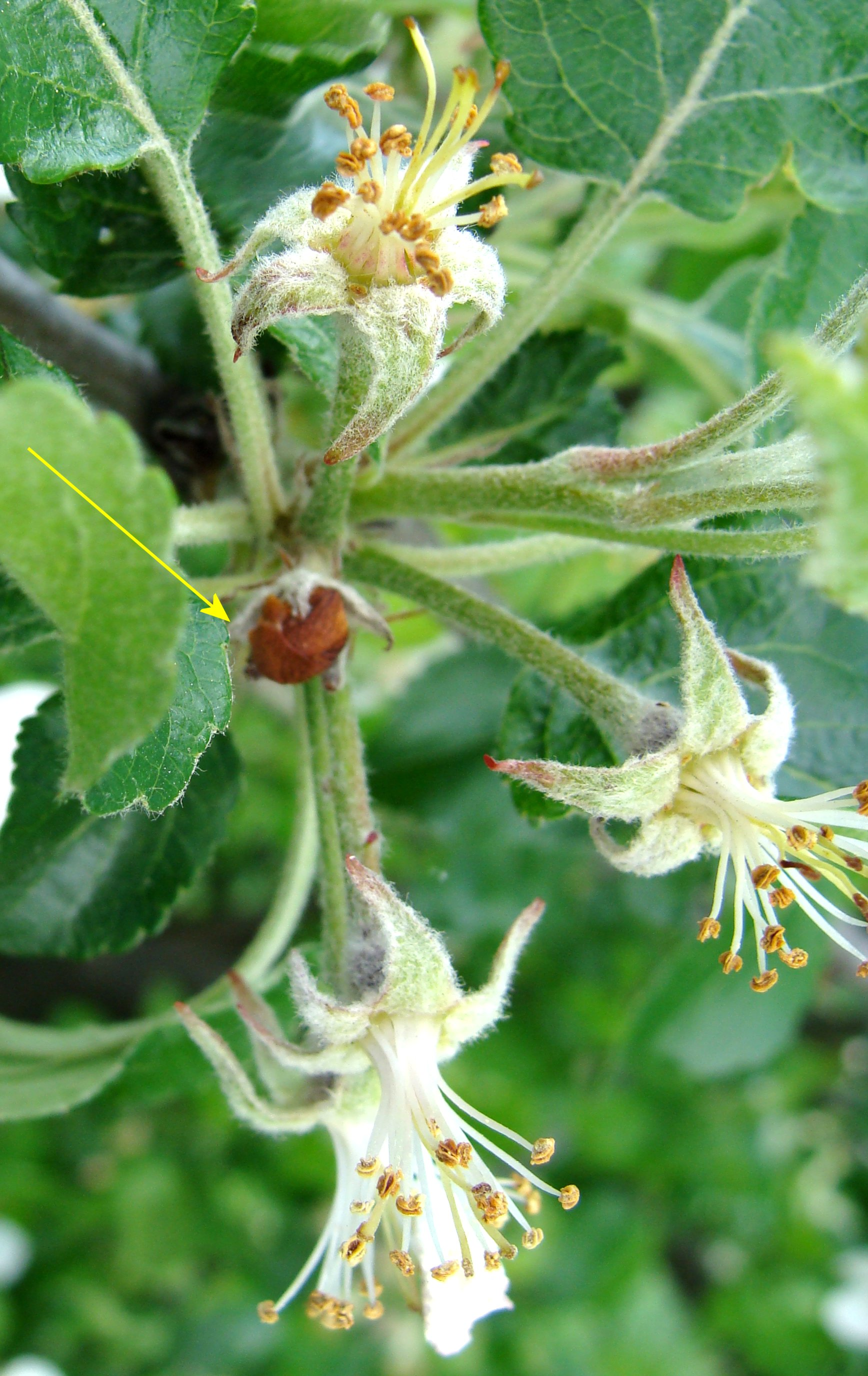
Крона яблуні. Стрілка вказуює на бутон, всередині якого розвивається личинка квіткоїда

Коли розгортаються плодові бруньки, жуки паруються. В період від виокремлення суцвіть і до їх розм'якшення відбувається відкладання яєць. Самиця вигризає отвір у пелюстках бутона і відкладає яйце поміж тичинок. Плодючість самиці становить 50–100 яєць. Личинка з'їдає тичинки, потім маточку і склеює зсередини екскрементами бутон, щоби він не розкрився. Бутон темнішає і стає схожим на бурий ковпачок. Протягом 15–20 днів личинка росте, двічі линяє і стає лялечкою. Через 6–11 днів з лялечки виходить жук.
Деякий час жуки нового покоління лишаються всередині бутону. Коли їх покриви стають досить твердими, імаго вигризають у засохлих пелюстках отвір і виходять назовні. Звичайно це збігається з періодом, коли дерева скидають надлишкову зав'язь. Загалом, життєвий цикл комахи триває приблизно п'ять тижнів.
Жуки деякий час лишаються на деревах, гризуть м'які частини листків, за два-три тижні розлітаються на сусідні дерева, а наприкінці червня ховаються у тріщинах на стовбурі — починається їхня літня діапауза. Після опадання листків жуки шукають собі зимові сховища.

## Значення у природі та житті людини
Подібно до інших біологічних видів, яблуневі квіткоїди є невід'ємною ланкою природних екосистем, споживаючи рослинні тканини і стаючи здобиччю тварин — хижаків та паразитів. Однак у плодовому саді квіткоїди завдають чималої шкоди, особливо, коли їх чисельність і щільність досягають значних величин. У таких випадках проти шкідників застосовуються інсектициди. Особливо перспективними є препарати-аналоги гормону, котрий порушує нормальний розвиток личинок і лялечок.